# Kyrgyzstan Cup 2019
Der Kyrgyzstan Cup 2019 war die 28. Saison eines Ko-Fußballwettbewerbs in Kirgistan. Das Turnier wurde von der Football Federation of Kyrgyz Republic organisiert. Er begann mit der Vorrunde am 17. Mai 2019 und endete mit dem Finale am 27. Oktober 2019.

## Termine
| Runde         | Datum                                |
| ------------- | ------------------------------------ |
| Vorrunde      | 17. Mai 2019                         |
| Achtelfinale  | 29. Mai 2019                         |
| Viertelfinale | 3. Juli 2019                         |
| Halbfinale    | 11. August 2019 / 25. September 2019 |
| Finale        | 27. Oktober 2019                     |

## Vorrunde
|                  | Ergebnis |                           |
| ---------------- | -------- | ------------------------- |
| 16. Oktober 2020 |          |                           |
| FK Ala-Buka      | 5:2      | FC Neftchi Kochkor-Ata II |

## Achtelfinale
|                       | Ergebnis |                        |
| --------------------- | -------- | ---------------------- |
| 16. Oktober 2020      |          |                        |
| FK Dordoi Bischkek II | 0:3      | Abdish-Ata Kant        |
| Ilbirs Bischkek II    | 0:4      | Alga Bischkek          |
| Abdish-Ata Kant II    | 0:8      | FK Dordoi Bischkek     |
| Alga Bischkek II      | 1:3      | FK Kara-Balta          |
| FK Ala-Buka           | 1:4      | Academy-Leader         |
| Academy-Leader II     | 3:2      | Ilbirs Bischkek        |
| Nur-Batken FK         | 0:4      | FC Neftchi Kochkor-Ata |
| Alai Osch II          | 1:5      | Alai Osch              |

## Viertelfinale
|                    | Ergebnis              |                        |
| ------------------ | --------------------- | ---------------------- |
| 16. Oktober 2020   |                       |                        |
| Alga Bischkek      | 0:0 n. V. (5:3 i. E.) | Abdish-Ata Kant        |
| Academy-Leader     | 7:0                   | Academy-Leader II      |
| FK Dordoi Bischkek | 4:0                   | FK Kara-Balta          |
| Alai Osch          | 1:2                   | FC Neftchi Kochkor-Ata |

## Halbfinale
|                                 | Ergebnis |                        |
| ------------------------------- | -------- | ---------------------- |
| 11. August 2019 (Hinspiele)     |          |                        |
| Academy-Leader                  | 0:2      | FC Neftchi Kochkor-Ata |
| Alga Bischkek                   | 2:3      | FK Dordoi Bischkek     |
| 25. September 2019 (Rückspiele) |          |                        |
| FC Neftchi Kochkor-Ata          | 5:1      | Academy-Leader         |
| FK Dordoi Bischkek              | 4:1      | Alga Bischkek          |
| GESAMT                          |          |                        |
| FC Neftchi Kochkor-Ata          | 7:1      | Academy-Leader         |
| FK Dordoi Bischkek              | 7:3      | Alga Bischkek          |

## Finale
|                    | Ergebnis |                        |
| ------------------ | -------- | ---------------------- |
| 27. Oktober 2019   |          |                        |
| FK Dordoi Bischkek | 0:1      | FC Neftchi Kochkor-Ata |